# Afrikaspiele 1995/Teilnehmer (Namibia)
| Gelbes Symbol für Goldmedaillen mit stilisierten Olympischen Ringen | Graues Symbol für Silbermedaillen mit stilisierten Olympischen Ringen | Braundes Symbol für Bronzemedaillen mit stilisierten Olympischen Ringen |
| ------------------------------------------------------------------- | --------------------------------------------------------------------- | ----------------------------------------------------------------------- |
| —                                                                   | 4                                                                     | 3                                                                       |

Namibia nahm an den Afrikaspielen 1995 in Harare in Simbabwe teil. Die namibischen Sportler konnten insgesamt sieben Medaillen, darunter vier Silber- und drei Bronzemedaillen gewinnen. Namibia beendete die Spiele auf Medaillenrang 19.

## Medaillenspiegel (unvollständig)
| Rang | Sportart       | Gold | Silber | Bronze | Gesamt |
| ---- | -------------- | ---- | ------ | ------ | ------ |
| 1    | Boxen          | –    | 1      | –      | 1      |
| 1    | Radsport       | –    | 1      | –      | 1      |
| 2    | Schwimmen      | –    | –      | 2      | 2      |
| 3    | Leichtathletik | –    | –      | 1      | 1      |

### Medaillengewinner
| Name/n            | Sportart       | Wettkampf                 |
| ----------------- | -------------- | ------------------------- |
| Silber            |                |                           |
| Sackey Shivute    | Boxen          | Mittelgewicht (bis 75 kg) |
| Mannie Heymans    | Radsport       | Zeitfahren                |
| Bronze            |                |                           |
| Anita Kruger      | Schwimmen      | Freistil 400 m            |
| Anita Kruger      | Schwimmen      | Freistil 800 m            |
| Madeleine Joubert | Leichtathletik | Hochsprung                |